# Mahogany (film, 1975)
Pour les articles homonymes, voir Mahogany.
Pour plus de détails, voir Fiche technique et Distribution.
Mahogany est une comédie romantique américaine réalisée par Berry Gordy et sortie en 1975.
Produit par Motown Productions, le film met en vedette Diana Ross dans le rôle de Tracy Chambers, une afro-américaine défavorisée vivant à Chicago qui grâce à l'aide d'un ami photographe devient styliste à Rome.
Après le succès de la comédie musicale Lady Sings the Blues pour laquelle elle a reçu une nomination pour l'Oscar de la meilleure actrice en 1973, Diana Ross joue ici dans son deuxième film commercial[Quoi ?]. Il a reçu un accueil critique mitigé mais a connu un succès commercial.

## Synopsis
Tracy Chambers (Diana Ross) est une jeune afro-américaine ambitieuse vivant dans les quartiers pauvres de Chicago et rêvant de devenir styliste. Travaillant comme assistante au sein d'un grand magasin, elle croise la route de Sean McAvoy (Anthony Perkins) un photographe de mode qui voit en elle une muse potentielle et la persuade de s'installer à Rome pour trouver la gloire comme mannequin puis en tant que styliste. 
Devenue riche et célèbre, Tracy, qui se fait désormais appeler Mahogany, doit faire un choix entre les trois hommes qui la convoitent : Sean, qui l'a découverte, Christian Rosetti (Jean-Pierre Aumont), un comte italien millionnaire qui l'a aidée à se faire un nom en tant que styliste, et Brian Walker (Billy Dee Williams), un activiste Noir haranguant les foules des quartiers pauvres de Chicago et dont elle est tombée amoureuse avant son départ pour l'Europe.

## Fiche technique
- Titre original : Mahogany
- Réalisation : Berry Gordy, Tony Richardson (non crédité)
- Scénario : John Byrum, Bob Merill (non crédité), d'après une histoire de Toni Amber
- Musique : Michael Masser
- Montage : Peter Zinner
- Décors : Franco Fumagalli, James Ryan
- Costumes : Diana Ross
- Photographie : David Watkin
- Production : Jack Ballard, Rob Cohen
  - Production associée : Neil Hartley
- Société de distribution : Paramount Pictures
- Pays de production :  États-Unis
- Langue originale : anglais
- Genre : comédie romantique
- Format : 35 mm - 2.35:1 - couleur
- Durée : 109 minutes
- Dates de sortie : 
  - États-Unis : 8 octobre 1975
  - France : 7 avril 1976
- Affiche : Bill Gold (États-Unis)

## Distribution
Source doublage : VF = Version Française sur le Nouveau Forum Doublage Francophone
- Diana Ross (VF : Maïk Darah) : Tracy Chambers
- Billy Dee Williams (VF : Sady Rebbot) : Brian Walker
- Jean-Pierre Aumont (VF : lui-même) : Christian Rosetti
- Anthony Perkins (VF : Jean Lagache) : Sean McAvoy
- Beah Richards (VF : Darling Légitimus) : Florence
- Nina Foch (VF : Nadine Alari) : Mme Evans
- Marisa Mell (VF : Perrette Pradier) : Carlotta Gavina
- Jacques Stany : un client au défilé de mode
- E. Rodney Jones : animateur radio (voix)

## Distinctions
- Oscars 1976 : nomination pour la meilleure chanson originale pour Do You Know Where You're Going to (musique par Michael Masser, paroles par Gerry Goffin)

## Commentaires
- L'intégralité des costumes présents dans le film ont été dessinés par Diana Ross elle-même[2].
- Le film devait être réalisé par Tony Richardson mais Berry Gordy, insatisfait des premières prises, l'a congédié et finalement remplacé en cours de route.
- La chanson thème n'était pas a priori considérée comme suffisamment bonne par l'AMPAS pour être nommée pour un Oscar mais elle le fut devant l'insistance de Berry Gordy.